# Mount Haskell
Mount Haskell är ett berg i Antarktis. Det ligger i Västantarktis. Argentina, Chile och Storbritannien gör anspråk på området. Toppen på Mount Haskell är 1 480 meter över havet.
Terrängen runt Mount Haskell är kuperad åt sydost, men åt nordväst är den bergig. Trakten är obefolkad. Det finns inga samhällen i närheten.